# 避险车道

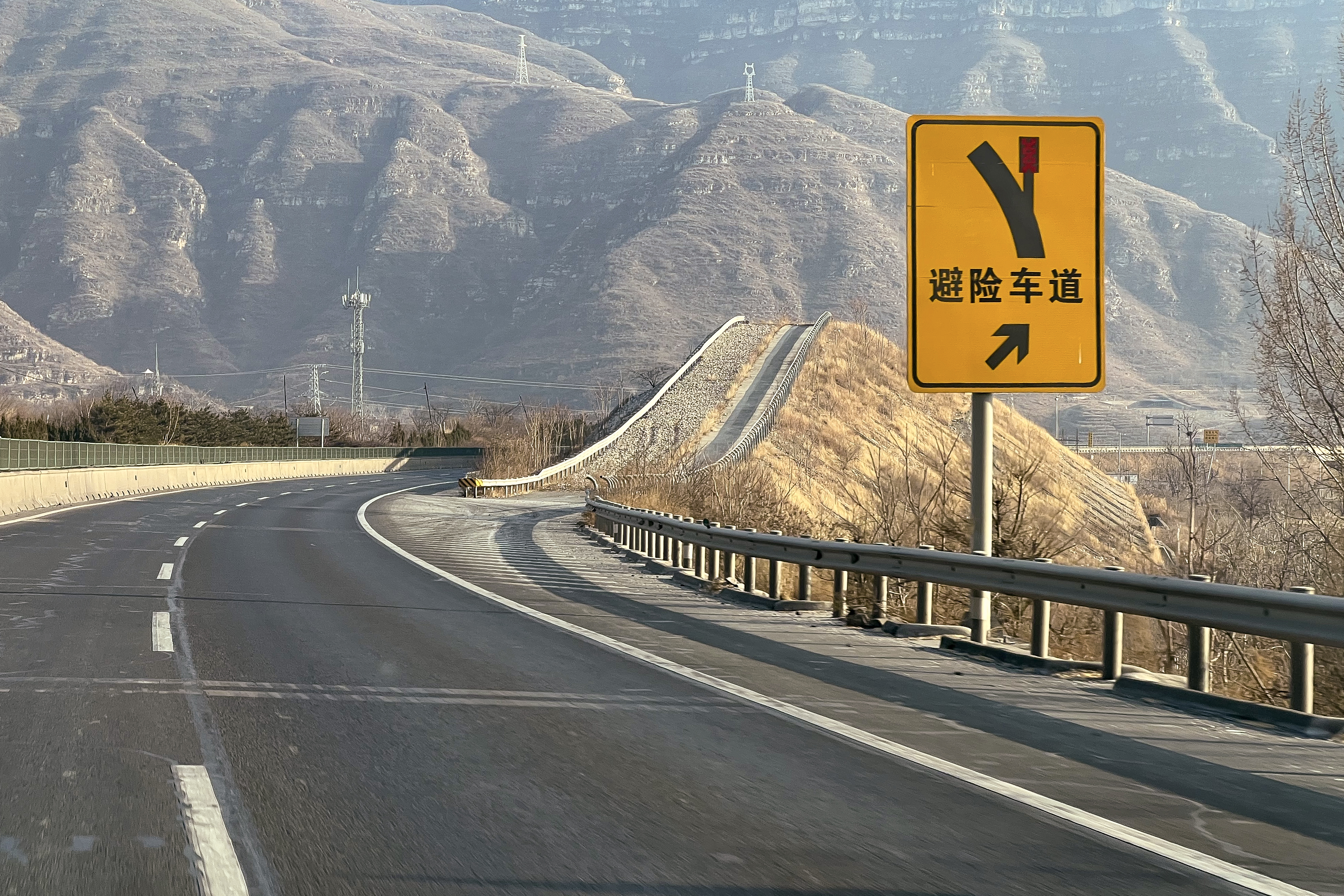
首都地区环线高速公路涞水段的避险车道

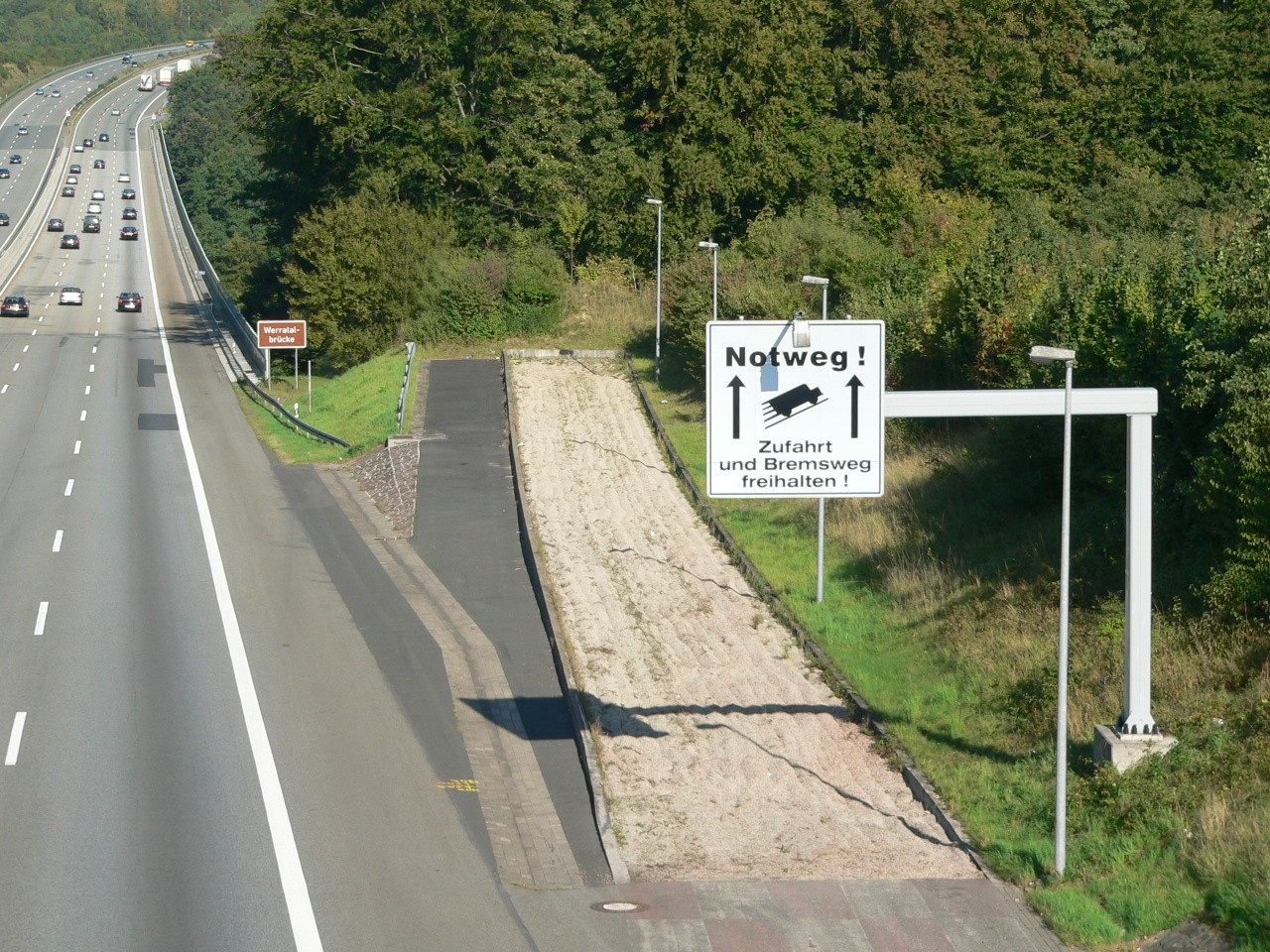
德国7号高速公路上的一段避险车道

避险车道通常位于公路（主要是高速公路）的下坡路段，供刹车失灵车辆（主要是大型车辆）驶离公路减速，以避免意外。